# Plus/minus
Plus/minus (±) is een statistiek in het ijshockey. Deze meet hoeveel doelpunten een speler voor en tegen diens partij heeft gehad op het moment dat deze op het ijs stond. De plus geldt alleen als de eigen partij evenveel of minder spelers op het ijs heeft staan en een speler krijgt minuspunten als er een tegendoelpunt valt als zijn team evenveel of meer spelers op het ijs heeft. Door deze maatregel worden de powerplaydoelpunten niet meegenomen (de short handed doelpunten natuurlijk wel). Ook als de doelverdediger naar de kant wordt gehaald om een extra aanvaller te krijgen, geldt een tegen- of voordoelpunt (tenzij er dan een tijdstraf uitgezeten wordt). De plus/minus geldt niet voor doelverdedigers. Penaltyshots tellen ook niet mee.
Voorbeeld ter verduidelijking:
IJshockeyer X heeft, terwijl hij op het ijs stond, 18 geldige doelpunten gemaakt zien worden (geldig = geen powerplay). Dit waren tien doelpunten voor en acht doelpunten tegen. Zijn plus/minus is dus +2.
De bij de Amerikaanse National Hockey League aangesloten speler die aan het eind van het seizoen de hoogste plus/minus heeft, krijgt de NHL plus/minus Award. In het basketbal wordt de statistiek tegenwoordig ook gebruikt.